# Fritz von Eulenburg
Friedrich „Fritz“ Botho Wend Eberhard Graf zu Eulenburg (* 13. April 1874 in Breslau; † 20. März 1937 in Wittenberg) war ein deutscher Rittergutsbesitzer und Politiker.

## Leben
Seine Eltern waren die Gutsbesitzerin Euphemie von Tschirschky-Reichell (1846–1924), Tochter des Benno von Tschirschky-Reichell sowie vormals Palastdame der Kaiserin Auguste Viktoria von Preußen, und der Grundbesitzer Richard Graf von Eulenburg-Prassen. Fritz von Eulenburg besuchte die Universität Bonn und wurde dort 1892 Mitglied des Corps Borussia. Nach dem Studium war er Fideikommissbesitzer in Prassen im Kreis Rastenburg in Ostpreußen, Herr auf Döhrings und Romsdorf und Herr des Fideikommisses Schlanz im Kreis Breslau. Am Ersten Weltkrieg nahm er als Rittmeister der Reserve teil und wurde mit dem Eisernen Kreuz II. und I. Klasse ausgezeichnet.
Von 1910 bis 1918 war Eulenburg Mitglied des Preußischen Herrenhauses. 1921 war er stellvertretendes Mitglied des Auflösungsamts für Familiengüter in Königsberg. Er war Generallandschaftsrat in Ostpreußen, stellvertretendes Mitglied des Reichsrats, Mitglied des Provinzialausschusses und 1919 bis 1933 für die DNVP des Provinziallandtags Ostpreußen sowie Mitglied des Kreisausschusses und des Kreistages von Rastenburg.
Eulenburg war weiterhin stellvertretender Vorsitzender der Ostpreußenwerke AG (ab 1923 Teil der VIAG), Vorsitzender des Aufsichtsrates der Zuckerfabrik Rastenburg und Mitglied des Verwaltungsrats und Kuratoriums der Bank der Ostpreußischen Landschaft.
Er stand dem Familienverband der Grafen von Eulenburg als Vorsitzender vor. Der Gutskomplex Prassen und die Nebengüter beinhalteten 1932 eine Gesamtgröße von ca. 4180 ha.

## Familie
Am 14. Januar 1904 heiratete er auf Gut Kreppelhof Antonie Gräfin zu Stolberg-Wernigerode (* 1880), Tochter der Elisabeth Gräfin Arnim-Boitzenburg und des Udo zu Stolberg-Wernigerode. Das Ehepaar hatte folgende Kinder:
- Mortimer (* 1905) ⚭ 1932 Gisela Lehmann (* 1906), er war bereits Verwalter vom Rittergut Wangnick und Vorwerk Marlutten und erbte die Begüterung Prassen, die zu diesem Zeitpunkt dann Allodialgut war
- Agnes (* 1906) ⚭ 1933 Conrad Hirsch
- Werner (* 1908) ⚭ 1933 Marie-Antoniette von Brüning (* 1906)
- Euphemie (1909–1940) ⚭ 1939 Ludwig Graf von Zech, gen. von Burkersroda
- Armgard (* 1912)
- Udo (* 1921)